# Complement predicatiu
El complement predicatiu és un complement propi de la sintaxi tradicional. Té les característiques següents:
- Exerceix sempre una doble funció: una de complement verbal de manera i una altra d'atributiva referida al subjecte o al complement directe.[1] És, doncs, un complement de doble atribució.[2]
- S'adjunta a un verb predicatiu en funció atributiva (no copulatiu).
- Sempre és un complement del nom (CN), o sigui, un adjectiu o un sintagma adjectival, o un participi en funció adjectiva, o un Sintagma preposicional, o un nom
- El CPred mai és un adverbi ni un sintagma adverbial.

Les estructures del CPred poden ser:
- Sintagma nominal (SN): «Considerava aquell seu amic un pobre home»
- Adjectiu o participi: «En Carles s'ha tornat antipàtic», «Hem quedat bocabadats»
- Preposició (per/de/com (a) + SN): «L'han pres per espia», «La tracten de reina», «El vol com a soci»
- Preposició + oració subordinada substantiva: «M'han pres pel que no sóc».

No s'ha de confondre el complement predicatiu amb un CN com La casa negra es va ensorrar, ja que no fa referència al verb sinó només al nom al qual acompanya casa.
Proves per a no confondre el complement predicatiu amb el complement circumstancial de manera ni amb l'atribut:
- S'ha de mirar si és un sintagma adjectival o verbal.
- S'ha de comprovar si el verb és copulatiu (ser, estar, semblar o paréixer) o predicatiu (la resta de verbs).
- Si el verb és copulatiu, el sintagma adjectival que acompanyi al verb serà un atribut.

Ex. L'Anna és una noia molt intel·ligent.
- Si el verb és predicatiu, s'ha de fer la prova de concordança, és a dir, hem de passar el verb i el subjecte al singular o al plural depenent de la situació en la qual es trobin.

Ex. Els nens fan els deures tranquils.
El nen fa els deures tranquil. Tranquil i tranquils són el complement predicatiu de l'oració.
- Si hi ha un complement que, aparentment, pot ser un complement predicatiu, per comprovar si ho és o no fem la prova. Si aquest no varia, serà un complement circumstancial de manera. A continuació se'n mostra un exemple:

Ex. Els nens fan els deures tranquil·lament.
El nen fa els deures tranquil·lament.
En aquest últim exemple, el complement circumstancial és un sintagma adverbial i no un sintagma adjectival.